# Mordellistena fernandezi
Mordellistena fernandezi es una especie de coleóptero de la familia Mordellidae.

## Distribución geográfica
Es endémica de Tenerife, Islas Canarias (España).